# Vito Dellino
Vito Dellino (ur. 16 kwietnia 1982 w Bari) – włoski sztangista, wicemistrz Europy, olimpijczyk.
Największym jego sukcesem jest wicemistrzostwo Europy w Bukareszcie zdobyte w 2009 roku w kategorii do 56 kg.